# 野中ともそ
野中 ともそ（のなか ともそ、生年不詳2月11日 - ）は、日本の小説家、児童文学作家、翻訳家、エッセイスト、イラストレーター。
東京都生まれ。明治大学文学部文学科演劇学卒。音楽雑誌編集、音楽ライター、ファッション誌編集者等を経て、1998年、『パンの鳴る海、緋の舞う空』で小説すばる新人賞を受賞。1992年よりニューヨークに在住。
小説作品に加え、児童文学、自身のイラストによる絵ものがたりやイラストエッセイ集など、多分野にわたる創作活動を続けている。

## 来歴・人物
東京都生まれ。
明治大学文学部・文学科・演劇学専攻卒。大学時代は音楽サークルに所属し、バンド活動に明けくれる。
卒業後は音楽出版社に入社し、主にキーボード雑誌編集に携わる。後、フリーランスの音楽ライターとして活躍、数多くの音楽雑誌に寄稿する。ちなみにペンネームの「ともそ」は、出版社勤務時代にふざけてつけられたあだ名を、そのまま使用したものである。
取材した主なアーティストは、ブエナビスタ・ソシアル・クラブ、ランディ・ニューマン、JAPAN、オノ・ヨーコ、B'z、RCサクセション、久保田利伸、プリンセス・プリンセス、渡辺美里、BUCK-TICK、矢野顕子、ムーンライダーズなど多岐に渡る。
1992年、当時ミュージシャンの取材でたびたび訪れていたのがきっかけで、ニューヨークに移住。理由としては、「帰国を気にせずにライブを観たかったから」と語っている。
1994年、ニューヨークの水彩画スケッチをもとにしたイラストエッセイ集『ニューヨーク街角スケッチ』を出版。つづいて、ニューヨークのアンティークやカリブ海の島々を題材にしたイラストエッセイ集を出版。
1998年、『カリブ海おひるねスケッチ』の取材で訪れたトリニダード・トバゴとニューヨークを舞台にした長編恋愛小説、『パンの鳴る海、緋の舞う空』で第11回小説すばる新人賞を受賞し、小説家デビュー。
第2作となる『フラグラーの海上鉄道』は、旅行先のキー・ウエストとブエナ・ビスタ・ソシアル・クラブの取材のために訪れたキューバがきっかけとなり、執筆された作品である。
『カチューシャ』が小学館児童出版文化賞と日本児童文学者協会新人賞、『チェリー』が坪田譲治文学賞候補となる。
2020年、『宇宙でいちばんあかるい屋根』が藤井道人監督、清原果耶主演で映画化された。
2023年、コロナ禍のニューヨークと長崎を舞台にした小説『遠い空の下、僕らはおそるおそる声を出す』を出版。激動する社会の中で悩み戸惑いながらも、ア・カペラやマーベル・コミック、映画によって繋がり、歌声を放とうとする少年達の姿が色鮮やかに描かれている。
過去、ニューヨークと石川県で自身の水彩画による作品展をおこなうほか、現在はニューヨークで時折、詩の朗読会や講演会に参加している。

## 作品

### 小説
- 『パンの鳴る海、緋の舞う空』（1999年1月 集英社 ISBN 9784087743821 / 2004年10月 集英社文庫 ISBN 9784087477481）
- 『フラグラーの海上鉄道』（2002年4月 集英社 ISBN 9784087753127 / 2006年9月 集英社文庫 ISBN 9784087460803）
- 『宇宙でいちばんあかるい屋根』（2003年11月 ポプラ社 ISBN 9784591079072 / 2006年7月 角川文庫 ISBN 9784043817016 / 2020年4月　光文社文庫 ）
- 『カチューシャ』（2005年3月 理論社 ISBN 9784652077566）
- 『世界のはてのレゲエ・バー』（2005年10月 双葉社 ISBN 9784575235388 / 2008年11月 双葉文庫 ISBN 9784575512410）
- 『おどりば金魚』（2007年7月 集英社 ISBN 9784087753790）
- 『チェリー』（2007年9月 ポプラ社 ISBN 9784591098929 / 2010年2月 ポプラ文庫 ISBN 9784591115480）
- 『犬のうなじ』（2009年8月 双葉社 ISBN 9784575236729 / 2013年11月 双葉文庫 『銀河を、木の葉のボートで』（改題） ISBN 9784575515374）
- 『ぴしゃんちゃん』（2009年9月 小学館 ISBN 9784093862561 / 2014年9月 小学館文庫 ISBN 9784094060812)
- 『鴨とぶ空の、プレスリー』（2011年6月 理論社 ISBN 9784652079782）
- 『海鳴屋楽団、空をいく』（2012年10月 ポプラ社 ISBN 9784591131084）
- 『つまのつもり』（2014年5月 双葉文庫 ISBN 9784575516739）
- 『虹の巣』（2016年4月 KADOKAWA ISBN 9784041039052）
- 『洗濯屋三十次郎』（2018年8月 光文社 ISBN 9784334912352）
- 『遠い空の下、僕らはおそるおそる声を出す』（2023年2月 光文社 ISBN 9784334915162）

### イラストエッセイ集
- 『ニューヨーク街角スケッチ』（1994年11月 トラベルジャーナル ISBN 9784895593175）
- 『ニューヨーク・アンティーク物語』（1995年10月 東京書籍 ISBN 9784487792283）
- 『カリブ海おひるねスケッチ』（1996年8月 東京書籍 ISBN 9784487792788）

### 翻訳
- 『もぐらのバイオリン』デイビッド・マクフェイル（2006年2月 ポプラ社 ポプラせかいの絵本 ISBN 9784591090992）

### 共著・選集　小説
- 「メゾン・ブランシェ」『いたずら天使―Little Rascal』（1990年10月 CBS・ソニー出版 ISBN 9784789705691）
関陽子、石井研二、三宅久美子、岡村尚正、岡部泰明、日向敏文
- 「ハバナとピアノ、光の尾」『Teen Age』（2004年11月 双葉社 / 2007年11月 双葉文庫 ISBN 9784575511680）　
角田光代、川上弘美、島本理生、藤野千夜、瀬尾まいこ、椰月美智子
- 「宇宙でいちばんあかるい屋根」『14歳の本棚　家族兄弟編』（2007年4月 新潮文庫 ISBN 9784101309538）
北上次郎・編纂による青春小説傑作選。梨木香歩、五木寛之、内田春菊、志賀直哉、多島斗志之、川端康成、三浦綾子、宮本輝、森絵都、井上ひさし

### 共著・選集  ノンフィクション
- 『ニューヨーク遭遇読本』（1996年12月 宝島社 ISBN 9784796611572）
- 『愛がなければ、人生はない　『ブエナ・ビスタ・ソシアル・クラブ』のミュージシャン達が語る、キューバ式“愛の生き方”』

（2000年2月 スイッチ・パブリッシング ISBN 9784916017758）

### 文庫解説
- 『サンカクカンケイ』小手鞠るい（2010年5月 新潮文庫 ISBN 9784101309736）

### 外国語訳
- 『Niu Yue Jie Tou De Gu Dian Mei Li』（2002年7月 皇冠文化出版 ISBN 9573318970）
『ニューヨーク･アンティーク物語』中国語訳
- 『Niu Yue.Jie Dao.Feng Qing Hua』（2004年9月 Marco Polo Press ISBN 9867890841）
『ニューヨーク街角スケッチ』中国語訳
- 『층계참 금붕어』（2008年1月 Mayabook ISBN 9788959741670）  『おどりば金魚』韓国語訳

## イラストレーターとしての作品

### 書籍（自著）
- 『パンの鳴る海、緋の舞う空』（単行本、文庫装画）
- 『フラグラーの海上鉄道』（単行本、カバー写真）
- 『世界のはてのレゲエ・バー』（単行本、文庫装画）
- 『ぴしゃんちゃん』（単行本装画、挿絵）
- 『宇宙でいちばんあかるい屋根』『チェリー』（電子書籍装画）

### 書籍
- 『リズムの法則』 ミッキー・アーンショウ（1995年　リットーミュージック、単行本装画）
- 『ポピュラー・ミュージックのためのブラス&ストリングス・アレンジ』 松浦あゆみ（1996年　リットーミュージック、単行本装画）
- 『西の魔女が死んだ』 梨木香歩 （1996年　小学館、単行本装画）
- 『ことばが育てるいのちと心』 桜井美紀（2002年　一声社、単行本装画）

### 広告
- 『四季のＮＹスケッチ』（1998年　NTTデータ 、カレンダー作品集）
- 『Gentle Colors』（1999年　NTTデータ、カレンダー作品集）
- 『6 Little Stories』（2000年　NTTデータ、カレンダー絵本）
- 『NY発　美味しい生活通信』（2003年　住友生命、カレンダー作品集）
- 『ハミングタイム』（2004～2006年　タカシマヤ友の会ローズサークル会報誌、表紙）
- 『時のメッセージ』（2009年　資生堂、カレンダー作品集）  ほか多数